# Staatsschauspieler
Der Begriff Staatsschauspieler hatte im Laufe der Geschichte unterschiedliche Bedeutungen. Im nationalsozialistischen Deutschland war es der höchste Titel, der an Bühnenschauspieler verliehen werden konnte. Seit 1945 hat sich die Bedeutung gewandelt. In Baden-Württemberg z. B. handelt es sich nicht mehr um einen Ehrentitel, sondern um eine Dienstbezeichnung.

## Ältere Bedeutung
Staatsschauspieler war ein dem Beamtentum ähnlicher Stand. Der Titel gewährte dem Träger Unkündbarkeit durch nicht begrenzte Dienstverträge, Pensionsansprüche und weitere Vorteile. Diese gab es für den deutschen Sprachraum nur an Staatstheatern. Somit war die Bedeutung eher als Schauspieler am Staatstheater zu verstehen und hatte einen direkten Bezug zu diesen Einrichtungen, dies galt auch für das Wiener Burgtheater. Vorgänger war der Titel Hofschauspieler, ein Ehrentitel, der meist nach langjähriger Tätigkeit an Schauspieler an Hoftheatern verliehen wurde und mit einer Pension verbunden war. Ähnlich war auch der Titel Kammerschauspieler, der von Fürsten an hervorragende Schauspieler verliehen wurde und noch immer in Österreich durch den Bundespräsidenten verliehen wird.

## Titelträger vor der Zeit des Nationalsozialismus
- Felix Baumbach (1925)[4]
- Melanie Ermarth (vor 1929)[4]
- Marie Frauendorfer (vor 1929)[4]
- Paul Gemmeke (vor 1929)[4][5]
- Marie Genter (vor 1929)[4]
- Fritz Herz (vor 1929)[4]
- Hugo Höcker (vor 1929)[4]
- Otto Johannes Kienscherf (vor 1929)[4]
- Paul Müller (vor 1929)[4]
- Egmont Richter (1926)
- Ulrich von der Trenck (1924)[4]
- Fritz Wisten (1928)

## Zeit des Nationalsozialismus
Im nationalsozialistischen Deutschland wurde der Preis vom Reichsminister für Volksaufklärung und Propaganda, Joseph Goebbels, überreicht. Es war ein reiner Ehrentitel, der mit keinen Vermögensvorteilen verbunden war. Da bedeutende Bühnendarsteller unter dem Nationalsozialismus stets auch in Filmen eingesetzt wurden – das für die Propaganda wichtige Medium sollte auf diese Weise aufgewertet werden –, waren die Preisträger dem Publikum regelmäßig auch als Filmdarsteller bekannt. Reine Leinwandstars hatten hingegen keine Aussichten auf die Verleihung des Titels.

### Träger des Titels im nationalsozialistischen Deutschland (Auswahl)
- Ehmi Bessel (1935)
- Willy Birgel (1937)
- Hans Brausewetter (1939)
- Lina Carstens (1939)
- Lil Dagover (1937)
- Paul Dahlke (1937)
- René Deltgen (1939)
- Karl Ludwig Diehl (1939)
- Käthe Dorsch (1936)
- Albert Florath (1938)
- Heinrich George (1937)
- Alexander Golling (1938?)
- Gustaf Gründgens (1934)
- Lucie Höflich (1937)
- Paul Hörbiger (1942)
- Marianne Hoppe[6]
- Emil Jannings (1936)
- Fritz Kampers (1939)
- Friedrich Kayssler
- Eugen Klöpfer (1934)
- Hermine Körner (1935)[7]
- Maria Koppenhöfer (1943)
- Werner Krauß (1934)
- Hans Leibelt (1934)
- Wolfgang Liebeneiner (1942)
- Theodor Loos (1937)
- Bernhard Minetti (1938)
- Paul Otto (1937)
- Erich Ponto (1938)
- Johannes Riemann (1939)
- Heinz Rühmann (1940)
- Josef Sieber (1938)
- Emmy Sonnemann (1934)
- Hermann Thimig (1938)
- Olga Tschechowa (1936)
- Hedwig Wangel (1939)
- Paul Wegener (1937)
- Mathias Wieman (1937)
- Fritz Reiff (vor 1944)[8]

## Bundesrepublik Deutschland
Seit dem Ende des Zweiten Weltkrieges wird der Titel „Staatsschauspieler“ vom Berliner und vom Hamburger Senat sowie von den Ländern Bayern, Baden-Württemberg und dem Saarland verliehen.

### Träger des württembergischen Titels (Auswahl)
- Edith Heerdegen
- Theodor Köstlin
- Erich Ponto (1952)
- Hans Helmut Dickow (1964)

### Träger des baden-württembergischen Titels (Auswahl)
- Robert Bürkner
- Edwin Dorner (1985)
- Willkit Greuèl (1986)
- Wolfgang Höper (1976)
- Gerhard Just (1972)
- Sebastian Kreutz (2006)
- Elmar Roloff (2019)[10]
- Werner Schramm (1972)
- Timo Tank (2013)

### Träger des bayerischen Titels (Auswahl)
- Ernst Barthels
- Gustl Bayrhammer (1972/1982)[11]
- Friedhelm Becker (1976)[12]
- Martin Benrath
- Toni Berger
- Manfred Boehm (1976)[12]
- Sibylle Canonica (2022)
- Hans Clarin
- Hans Jürgen Diedrich (1983)
- Robert Dölle (2024)
- Günther Epperlein (1976)[12]
- Peter Fricke
- Heini Göbel
- Michael Goldberg (2024)
- Max Grießer
- Thomas Holtzmann
- Juliane Köhler (2022)
- Elfriede Kuzmany
- Karl Lieffen (1991)
- Ursula Lingen
- Hans-Reinhard Müller (1959)
- Elisabeth Orth
- Christine Ostermayer
- Hans-Michael Rehberg
- Charlotte Schwab (2022)
- Oliver Stokowski (2024)
- Fritz Straßner (1982)
- Adolf Ziegler

### Träger des Berliner Titels (Auswahl)
- Walter Bluhm (1963)
- Curt Bois (1963)
- Ernst Wilhelm Borchert (1963)
- Ernst Deutsch (1963)
- Berta Drews (1963)
- Tilla Durieux (1963)[13]
- Heidemarie Hatheyer (1963)[14]
- Rudolf Fernau (1963)
- Martin Held (1963)
- Karl Hellmer (1963)
- Rolf Henniger (1963)
- Klaus Kammer (1963)
- Robert Müller (Schauspieler, 1879) (1963)
- Carl Raddatz (1963)
- Lu Säuberlich (1963)
- Erich Schellow (1963)
- Siegmar Schneider (1963)
- O. E. Hasse (1964)[15]
- Roma Bahn (1964)
- Reinhold Köstlin (1964)
- Bernhard Minetti (1965)
- Käthe Haack (1967)
- Hans Söhnker (1968)
- Jürgen Thormann (1969)
- Friedrich W. Bauschulte (1970)
- Lothar Blumhagen (1970)
- Horst Bollmann (1970)
- Gudrun Genest (1970)
- Herbert Grünbaum (1970)
- Rolf Schult (1970)
- Dagmar von Thomas (1970)[16]
- Helmut Wildt (1970)
- Dieter Ranspach (1971)
- Susanne Düllmann (1996)[17]

### Träger des saarländischen Titels (Auswahl)
- Hans-Georg Körbel[18]
- Christiane Motter[19]